# Akilisi Pōhiva
Samiuela Akilisi Pōhiva (Fakakakai, Tonga, 7 de abril de 1941-Auckland, 12 de septiembre de 2019) fue un activista prodemocracia y político tongano. Líder del Partido Democrático de las Islas Amigas (DPFI). Desde 2014 y hasta su fallecimiento ocupó el cargo de primer ministro de Tonga. Fue el cuarto no noble en ser primer ministro (después de Shirley Baker en la década de 1880, Siosateki Tonga en la década de 1890 y Feleti Sevele en la década de 2000), y el primero en ser elegido por el Parlamento en vez de por el rey.
El 25 de agosto de 2017 el rey Tupou VI lo separó del cargo y disolvió el parlamento. Las nuevas elecciones se celebraron el 16 de noviembre. Elecciones que su partido ganó con suficientes escaños para formar el gobierno.
Falleció el 12 de septiembre de 2019 en Auckland, tras haber sido trasladado debido a la neumonía que padecía. Fue sucedido por Semisi Sika, quien hasta su fallecimiento había ocupado el cargo de vice primer ministro y ministro de Turismo y Fomento.

## Carrera política
Pōhiva fue el representante popular con más años de servicio en el Parlamento de Tonga, después de haber sido elegido en 1987. Su carrera política estuvo marcada por conflictos constantes con la monarquía de Tonga por la democracia, la transparencia y la corrupción. En 1996 fue encarcelado por desacato al Parlamento por orden de la Asamblea Legislativa por informar sobre los procedimientos del Parlamento. Luego fue liberado después de que el Tribunal Supremo dictaminó que el encarcelamiento era "ilegal e inconstitucional".
En 2002 fue acusado de sedición por un artículo publicado en su periódico Kele'a que alegaba que el rey tenía una fortuna secreta, pero fue absuelto por un jurado.
El 18 de enero de 2007, Pōhiva fue arrestado por su papel en los Disturbios de Nukualofa de 2006.
En las elecciones de 2008 fue reelegido para un octavo mandato como el representante Popular de Tongatapu 1 con 11 290 votos.
En septiembre de 2010, estableció el Partido Democrático de las Islas Amigas junto con otros Representantes del Pueblo del Movimiento por los Derechos Humanos y la Democracia, a fin de participar en las elecciones de 2010. Fue elegido como representante del Pueblo, con el 62.5 % de los votos en el distrito electoral Tongatapu 1. Su partido aseguró doce de los diecisiete escaños para los representantes del pueblo (los otros cinco iban a candidatos independientes, mientras que los representantes de la nobleza ocupaban nueve escaños adicionales). Anunció su intención de presentarse al puesto de primer ministro. Después de las reformas constitucionales, esta sería la primera vez que el primer ministro fuera elegido por el Parlamento, en lugar de ser nombrado por el rey. La elección para el cargo de primer ministro se llevó a cabo el 21 de diciembre, entre Pōhiva y el representante de los nobles Lord Tu'ivakanō. Pōhiva obtuvo doce votos, pero fue derrotado por Tu'ivakanō, que fue elegido con catorce.
Tras de ser derrotado en las elecciones aceptó un puesto en el nuevo gabinete, como ministro de Salud. El 13 de enero, sin embargo, renunció al Gabinete en protesta por la inclusión en el Gabinete de personas que no pertenecían al Parlamento (puestos que, según afirmó, podrían haber sido confiados a miembros de su partido). Aunque no existe una Oposición formal, Pōhiva fue, desde entonces, considerado el líder de oposición de facto.

### Primer ministro
En las elecciones generales del 25 de noviembre de 2014, el DPFI ganó diez de los diecisiete escaños reservados para los representantes populares. Nuevamente se postuló para primer ministro, enfrentando a Samiu Vaipulu, un parlamentario independiente. Con quince votos contra once, Pōhiva resulta ganador, y se convierte en primer ministro.

## Vida personal
Pōhiva trabajó como docente y luego estudió en la Universidad del Pacífico Sur antes de unirse al Equipo de Entrenamiento Docente de Tonga. Se involucró activamente en el Movimiento Prodemocrático de Tonga a fines de la década de 1970, y en la década de 1980 contribuyó a su programa de radio mensual llamado "Matalafo Laukai". En 1984 fue despedido del servicio civil como castigo por sus críticas al gobierno, posteriormente los demandó con éxito por un despido injusto. Luego se convirtió en editor asistente del boletín mensual del movimiento democrático, "Kele'a".
Casado con Neomai Pōhiva, tuvieron siete hijos.

## Distinciones
En diciembre de 2013, los Parlamentarios para la Acción Global le otorgaron su premio anual Defensor de la Democracia, en reconocimiento a sus tres décadas y media de campaña por una mayor democracia en Tonga. Fue el primer isleño del Pacífico en recibir el premio.